# Illyrische Eselsdistel
Die Illyrische Eselsdistel (Onopordum illyricum) ist eine Pflanzenart aus der Gattung der Eselsdisteln (Onopordum) innerhalb der Familie der Korbblütler (Asteraceae). Sie wächst im Mittelmeerraum. In Australien, wohin sie als Zierpflanze eingeführt worden war, hat sie sich zu einem invasiven Neophyten entwickelt, der auch wirtschaftliche Schäden im Weideland verursacht.

## Beschreibung

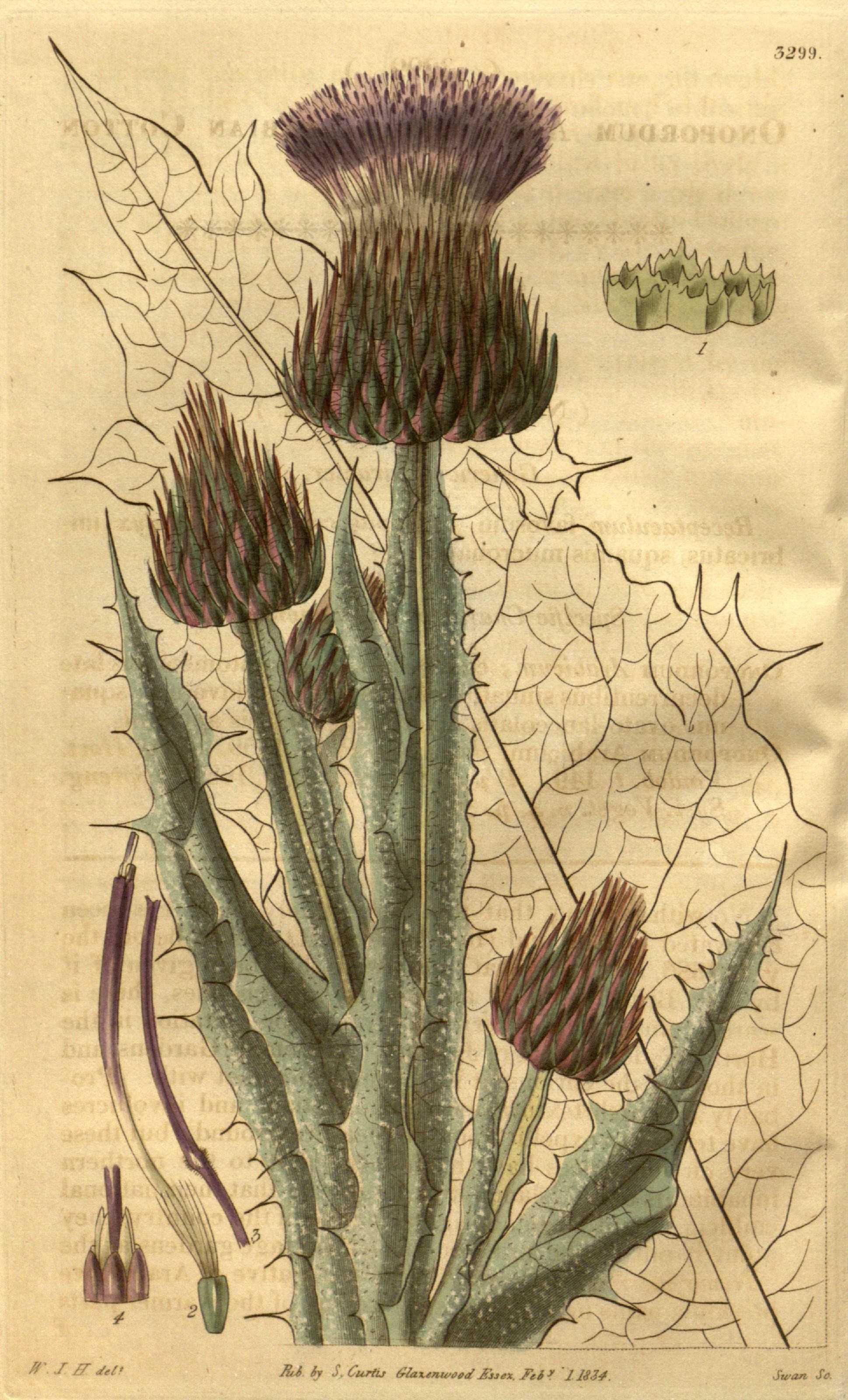
Illustration aus Curtis's botanical Magazine, Tafel 3299

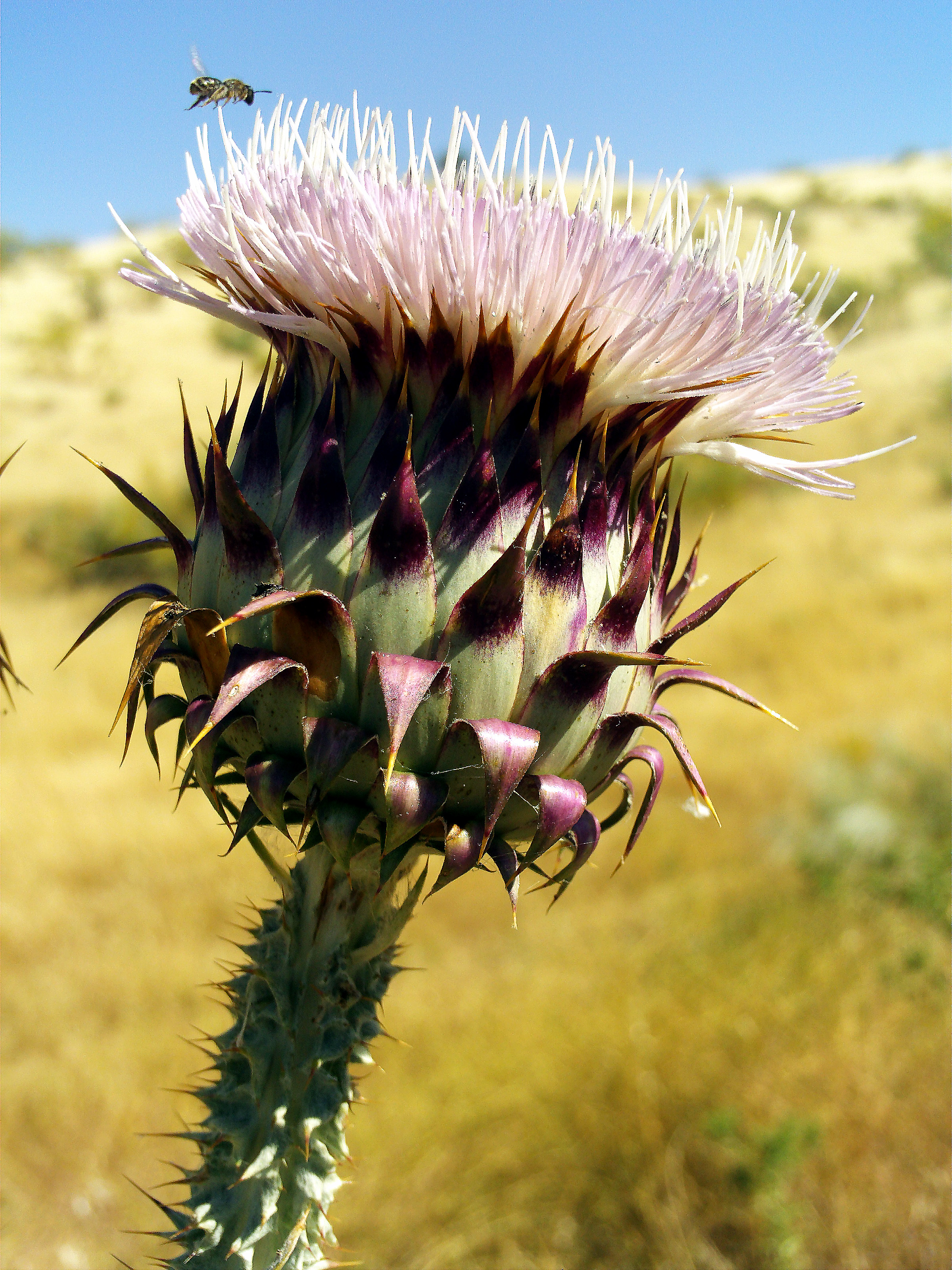
Blütenkorb mit Involucrum und Röhrenblüten

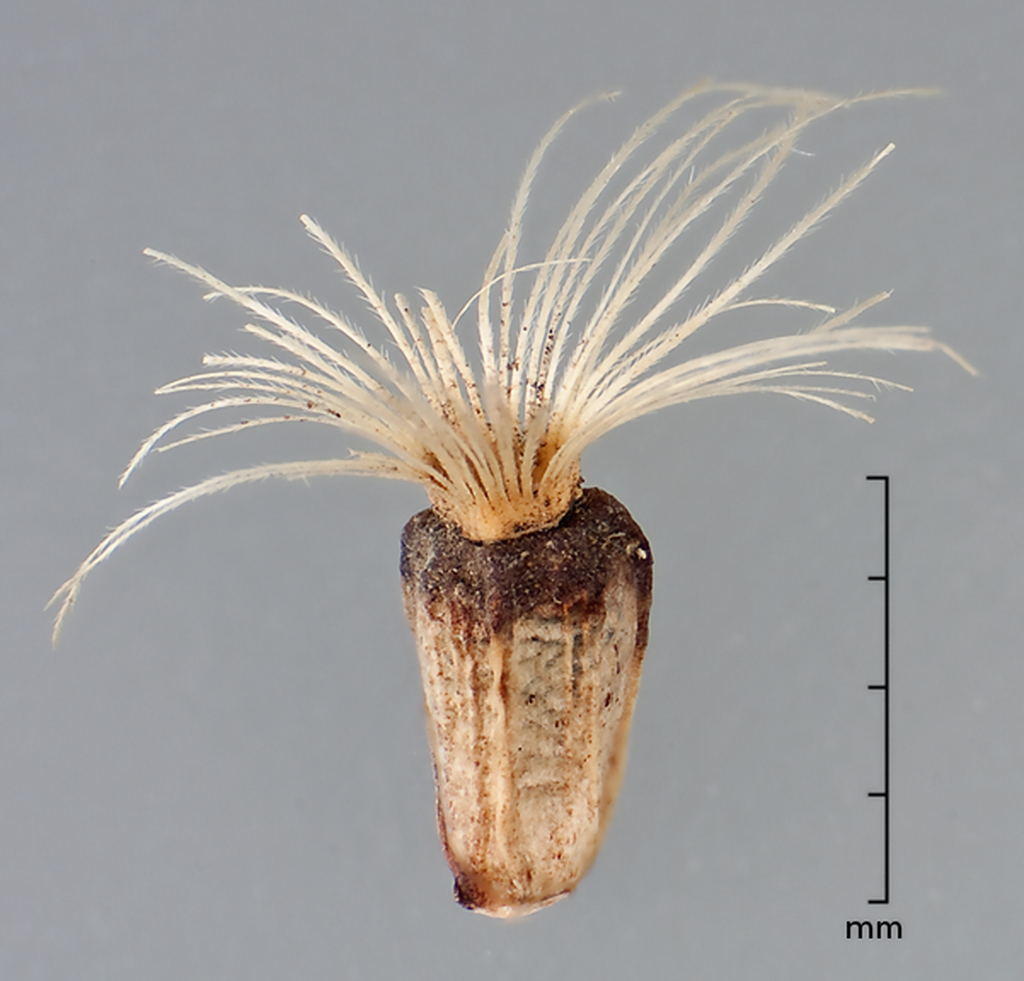
Achäne mit Pappus

### Vegetative Merkmale
Wie bei allen Eselsdisteln handelt es sich um eine monokarpe, zweijährige Staude, die im ersten Jahr nach der Keimung eine Blattrosette mit dicker Pfahlwurzel bildet, aus der im zweiten Jahr der blühende Stängel emporwächst. Dieser erreicht Wuchshöhen von 30 bis 130 (bis 250) Zentimeter. Stängel und Laubblätter sind meist dicht wollig-filzig behaart und dadurch mehr oder weniger weißlich bis gelbgrau gefärbt. Der Stängel ist mit herablaufenden Blattflügeln besetzt, die dicht bedornt und nicht netznervig sind.
Die sitzenden (ungestielten), länglich-lanzettlichen Laubblätter erreichen 55 Zentimeter Länge und 15 Zentimeter Breite, sie sind ein- bis zweifach fiederspaltig bis fiederschnittig mit acht bis zehn voneinander entfernten Abschnitten, diese sind dreieckig-keilförmig, auch sie enden in langen Dornen. Die Blattadern auf der Unterseite der Laubblätter sind undeutlich.

### Generative Merkmale
Die körbchenförmigen Blütenstände sitzen in der Regel einzeln endständig an den Verzweigungen des insgesamt wenig verzweigten Stängels. Die Blütenkörbe sind bei einer Höhen 3 bis 5 Zentimetern sowie einem Durchmesser von 4 bis 6 Zentimetern kugelig bis eiförmig. Auf der Unterseite sind sie spinnwebartig behaart. Das Involucrum besteht aus sich dachziegelartig überlappenden Hüllblättern, die mehr oder weniger anliegend sind oder die mittleren und äußeren sind in der oberen Hälfte zurückgekrümmt und dadurch abstehend. Die grün gefärbten, gelegentlich rot überlaufenen Hüllblätter sind 5 bis 7 Millimeter breit und jedes trägt an seiner Spitze einen Dorn. Die Blütenkrone der Röhrenblüten ist purpurrot gefärbt und 25 bis 35 Millimeter lang.
Die(Achänen) sind 4 bis 5 Millimeter lang. Ihr gefiederter Pappus ist 10 bis 12 Millimeter lang.
Beide Unterarten der Illyrischen Eselsdistel sind diploid mit einer Chromosomenzahl von 2n = 34. Die Blütezeit reicht auf Kreta von Mai bis August.

## Systematik
Der wissenschaftliche Name Onopordum illyricum wurde 1753 von Carl von Linné in Species Plantarum erstveröffentlicht.
Es werden unter Einschluss der Nominatform zwei Unterarten unterschieden:
- Onopordum illyricum subsp. illyricum: Stängel und Laubblätter sind weiß- oder graufilzig, die Blattflügel am Stängel sind bis 10 Millimeter breit mit bis 5 Millimeter langen Dornen. Die Blütenkrone ist 25 bis 30 Millimeter lang. Die Hüllblätter besitzen einen Dorn von bis zu 3 Millimeter Länge; die äußeren sind anliegend bis zurückgekrümmt. Diese Unterart ist eher westmediterran verbreitet, von Albanien und Kroatien an westwärts.[6] Sie wurde einmal als Adventivpflanze in Rumänien gesammelt.[7]
- Onopordum illyricum subsp. cardunculus (Boiss.) Franco: sie unterscheidet sich von der subsp. illyricum durch 30 bis 35 Millimeter lange Blütenkronen und durch aufrechte, nur bei den äußeren Hüllblättern leicht zurückgekrümmte Hüllblätter, die in einem Dorn von bis zu 2 Millimeter Länge enden.[4][2] Diese Unterart ist eher ostmediterran verbreitet und kommt in Sizilien, auf der Balkanhalbinsel, Kreta und in Vorderasien vor.[6]

Onopordum horridum Viv.  (Syn.: Onopordum illyricum subsp. horridum (Viv.) Franco) zählt nach Euro+Med Plantbase als eigene Art.

## Vorkommen
Die Illyrische Eselsdistel kommt in Südeuropa und Vorderasien, von Portugal im Westen bis Syrien im Osten, vor, einschließlich der Balearen, Sizilien und Kreta, fehlt aber auf Zypern. Die Vorkommen auf der Balkanhalbinsel erreichen Südbulgarien. Sie wächst auf Brachland, Ruderalstellen und in der Nähe von Ställen. Auf Kreta besiedelt sie Höhenlagen von 0 bis 1200 Metern.

## Die Illyrische Eselsdistel als Neophyt
Ähnlich wie die Gemeine Eselsdistel (Onopordum acanthium) wurde die Illyrische Eselsdistel im 19. Jahrhundert als Zierpflanze nach Australien importiert und ist dort im Südosten des Kontinents verwildert. Noch häufiger als die reinen Arten sind dort Hybriden zwischen ihnen, die hier weitaus häufiger sind als im Ursprungsareal (wo sie sehr selten ebenfalls vorkommen). Die stickstoffliebende Art breitet sich vor allem im gedüngten Weideland aus, wo sie weitaus häufiger wird als in natürlichen Pflanzenformationen. In Teilen Südost-Australiens gilt sie als das wichtigste Weideunkraut. Die befallenen Bestände werden auf etwa eine Million Hektar abgeschätzt.
Zur biologischen Bekämpfung der Illyrischen Eselsdistel wurden durch CSIRO in den 1980er Jahren umfangreiche Forschungsarbeiten veranlasst. Als Ergebnis wurden einige biologische Antagonisten importiert und dort freigelassen. Dabei handelt es sich um die Rüsselkäfer Larinus latus, Lixus cardui und Trichosirocalus briesei und den Eulenfalter Eublemma amoena, also ein ganzes Arsenal von Pflanzenfressern, von denen einige die Blütenkörbe, andere Blätter und Stängel attackieren. Die Bohrfliege Tephritis postica, die Blumenfliege Botanophila spinosa und die Zikade Tettigometra sulphurea wurden ebenfalls freigelassen, etablierten sich aber nicht. Die Bekämpfung wird als erfolgreich eingeschätzt, wobei die Käfer Larinus latus und Lixus cardui, die beide die Blütenkörbe befallen, den größten Effekt erzielten. Larinus latus befällt auch im natürlichen Areal (Griechenland) die Blütenkörbe, in die das Weibchen Eier ablegt, worauf die Larven die Samenanlagen fressen. Hier werden regional 80 bis 100 Prozent der Blütenkörbe befallen.
Die Illyrische Eselsdistel trat verwildert später auch an der Bucht von San Francisco, Kalifornien, Nordamerika, auf, wo sofort Bekämpfungsmaßnahmen eingeleitet wurden. Ziel ist es, nach den australischen Erfahrungen, die Etablierung der Illyrischen Eselsdistel zu verhindern, indem alle Wildvorkommen ausgerottet werden sollen.